# 분해 가능 확대
체론에서 분해 가능 확대(分解可能擴大, 영어: separable extension) 또는 분리 가능 확대(分離可能擴大)는 최소 다항식의 근들이 겹치지 않는 대수적 확대이다.

## 정의
체 {\displaystyle K}가 주어졌다고 하자. 그렇다면 기약 다항식 {\displaystyle p\in K[x]}에 대하여 다음 조건들이 서로 동치이며, 이를 만족시키는 기약 다항식을 분해 가능 다항식(分解可能多項式, 영어: separable polynomial)이라고 한다.
- 모든 체의 확대 {\displaystyle L/K} 및 {\displaystyle a\in L}에 대하여, {\displaystyle L[x]} 속에서 {\displaystyle (x-a)^{2}\nmid p(x)}이다.
- {\displaystyle |\{a\in L\colon p(a)=0\}|=\deg p}인 체의 확대 {\displaystyle L/K}가 존재한다.
- 모든 체의 확대 {\displaystyle L/K} 및 {\displaystyle a\in L}에 대하여, {\displaystyle p(a)=0=p'(a)}임은 불가능하다.
- 형식적 도함수 {\displaystyle p'\in K[x]}에 대하여, {\displaystyle dp/dx\neq 0}이다.

최소 다항식은 항상 기약 다항식이다. 대수적 확대 {\displaystyle L/K}에 대하여, 만약 모든 {\displaystyle a\in L}에 대하여 그 최소 다항식 {\displaystyle p_{a}(x)\in K[x]}이 분해 가능 다항식이라면 {\displaystyle L/K}를 분해 가능 확대라고 한다.
체 {\displaystyle K}에 대하여, 그 대수적 폐포 {\displaystyle {\bar {K}}} 속에서, {\displaystyle K}에 대하여 최소 다항식이 분해 가능한 원소들의 집합 {\displaystyle K^{\operatorname {sep} }}은 {\displaystyle {\bar {K}}}의 부분체를 이루며, 이를 {\displaystyle K}의 분해 가능 폐포(分解可能閉包, 영어: separable closure)라고 한다. {\displaystyle K}의 분해 가능 폐포는 (동형을 무시하면) 유일하다. (다만, 대수적 폐포는 표준적이지 않으므로, 서로 다른 두 분해 가능 폐포 사이의 동형은 표준적이지 않다.) {\displaystyle K}의 분해 가능 확대는 {\displaystyle K}의 최대 갈루아 확대이다.
대수적 확대 {\displaystyle L/K}에 대하여, 만약 모든 {\displaystyle a\in L\setminus K}에 대하여 그 최소 다항식 {\displaystyle p_{a}(x)\in K[x]}이 분해 가능 다항식이 아니라면 {\displaystyle L/K}를 완전 비분해 확대(完全非分解擴大, 영어: purely inseparable extension)라고 한다.

## 성질
임의의 체 {\displaystyle K}에 대하여, {\displaystyle K^{\operatorname {sep} }/K}는 분해 가능 확대이며, {\displaystyle {\bar {K}}/K^{\operatorname {sep} }}은 완전 비분해 확대이다. 임의의 대수적 확대 {\displaystyle L/K}에 대하여, {\displaystyle (L\cap K^{\operatorname {sep} })/K}는 분해 가능 확대이며, {\displaystyle L/(L\cap K^{\operatorname {sep} })}은 완전 비분해 확대이다. 임의의 정규 확대 {\displaystyle L/K}에 대하여, {\displaystyle K^{\operatorname {Aut} (L/K)}/K}는 완전 비분해 확대이며, {\displaystyle L/K^{\operatorname {Aut} (L/K)}}는 갈루아 확대이다. 또한 {\displaystyle L}은 {\displaystyle (L\cap K^{\operatorname {sep} })}와 {\displaystyle K^{\operatorname {Aut} (L/K)}/K}의 합성체이며, {\displaystyle K}는 둘의 교집합이다. 여기서,
{\displaystyle K^{\operatorname {Aut} (L/K)}=\{a\in L\colon \forall \sigma \in \operatorname {Aut} (L/K)\colon \sigma (a)=a\}}
는 {\displaystyle L/K}의 모든 자기 동형 사상에 대한 고정점의 집합이다.
유한 확대 {\displaystyle L/K}에 대하여, 다음 세 조건이 서로 동치이다.
- 분해 가능 확대이다.
- 체 대각합 {\displaystyle \operatorname {T} _{L/K}\colon L\to K}는 전사 함수이다.
- {\displaystyle \operatorname {T} _{L/K}\neq 0}

## 예
완전체의 대수적 확대는 항상 분해 가능 확대이다. 즉, 분해 불가능 확대는 양의 표수에서만 존재하는 현상이다.
대수적 확대
{\displaystyle \mathbb {F} _{p}(t)/\mathbb {F} _{p}(t^{p})}
는 정규 확대이지만 분해 가능 확대가 아니다. {\displaystyle t\in \mathbb {F} _{p}(t)}의 최소 다항식은
{\displaystyle x^{p}-t^{p}\in \mathbb {F} _{p}(t^{p})[x]}
인데, {\displaystyle \mathbb {F} _{p}(t)[x]}에서 이는
{\displaystyle x^{p}-t^{p}=(x-t)^{p}\in \mathbb {F} _{p}(t)[x]}
와 같이 인수분해되므로 분해 가능하지 않다.

## 참고 문헌
- Lang, Serge (2002). 《Algebra》. Graduate Texts in Mathematics (영어) 211 3판. Springer. doi:10.1007/978-1-4613-0041-0. ISBN 978-1-4612-6551-1. ISSN 0072-5285. MR 1878556. Zbl 0984.00001.